# Szükséglet
Minden élőlénynek vannak szükségletei, vagyis igényei, amelyek kielégítésre szorulnak. Alapvető szükségletekről beszélünk, ha azok kielégítése az emberi élet fenntartásához elengedhetetlen: ilyenek például az evés, az ivás, az alvás igénye. Más szükségletek az élet minőségének javítására irányulnak.
A szükségletek újratermelődnek. A szükségleteket szubjektív (például ízlés) és objektív (például éghajlat, vallás) tényezők is befolyásolják.
Bár a közgazdaságtan az egyéneket alapvetően önálló és mindenekelőtt saját igényeik kielégítésére törekvő személyekként fogja fel, az természetesen elképzelhető, hogy bizonyos szükségleteink összekapcsolódnak, mindannyiunk életminőségének javítását szolgálják. Más esetekben viszont éppen rivalizálás figyelhető meg, mert az egyik személy szükséglet-kielégítése – közvetve vagy közvetlenül – akadályt jelent mások számára.
Ettől a szemlélettől merőben eltérőt fejez ki Garai László hipotézise a specifikusan emberi alapszükségletről. A SEASz paradox szükséglet: szükségletektől szabadon előálló és lefutó tevékenység szükséglete (vö. Garai-paradoxon). Olyan tevékenység lefuttatására ösztönöz, amely akadályok ellenére eléri a kitűzött célokat azáltal, hogy tabuk ellenére megszerzi hozzájuk az eszközöket, s a gazdasági tranzakciók minden egyes tárgya attól függően nyeri el szükségleti értékét, hogy céltárgyként, akadályként, eszközként vagy tabuként funkcionál-e a tevékenység struktúrájában